# Berlin-Blankenfelde
Blankenfelde is een dorp binnen de grenzen van de Duitse hoofdstad Berlijn, waarvan het een stadsdeel vormt. Het stadsdeel telt tussen de 2.500 en de 2.600 inwoners en behoort tot het noordoostelijke district Pankow. Meer dan ieder ander deel van Berlijn heeft Blankenfelde zijn dorpse karakter weten te behouden; de dorpskern is volledig omringd door open velden en ligt op enige afstand van de stadsbebouwing. 

## Ligging
Blankenfelde grenst in het oosten aan Buch en Französisch Buchhold en in het zuiden aan Rosenthal. In het oosten grenst het aan Lübars van het district Reinickendorf, in het noordwesten en noorden aan de Brandenburgse gemeente Mühlenbecker Land en in het noordoosten aan Wandlitz. 

## Geschiedenis
De eerste schriftelijke vermelding van Blankenfelde dateert uit 1375. Het op het plateau van Barnim gelegen dorp werd echter waarschijnlijk reeds ruim honderd jaar eerder gesticht. De geschiedenis van het dorp is nauw verbonden met het landgoed Blankenfelde, dat in 1519 voor het eerst schriftelijk werd vermeld en in 1711 in handen van de Pruisische koning Frederik I kwam. Dorp en landgoed werden tijdens de Dertigjarige Oorlog en bij een grote brand in 1776 grotendeels verwoest, maar in beide gevallen herbouwd.
In 1882 kocht de stad Berlijn het landgoed Blankenfelde om er vloeivelden aan te leggen; de velden deden tot 1985 dienst voor de zuivering van afvalwater. In 1920 werd de gemeente Blankenfelde opgenomen in Groot-Berlijn en ingedeeld in het district Pankow. Op dat moment waren er nog geen 1.000 inwoners. 
De oude kern van Blankenfelde strekt zich uit langs de Hauptstraße en is een beschermd dorpsgezicht. Bezienswaardig zijn onder meer de dorpskerk, gebouwd rond 1400, en het negentiende-eeuwse hoofdgebouw van het voormalige landgoed. Op een van de vroegere vloeivelden bevindt zich tegenwoordig een botanische tuin, die eigendom is van de Humboldt Universiteit.
Buiten het eigenlijke dorp bevinden zich nog twee woonkernen in Blankenfelde: de Stadtrandsiedlung Blankenfelde in het noorden, tegen de grens met de Brandenburg gemeente Mühlenbecker Land, en de Siedlung Martha-Aue en Elisabeth-Aue in het oosten, aan de rand van het Berlijnse stadsdeel Französisch Buchholz.

## Verkeer

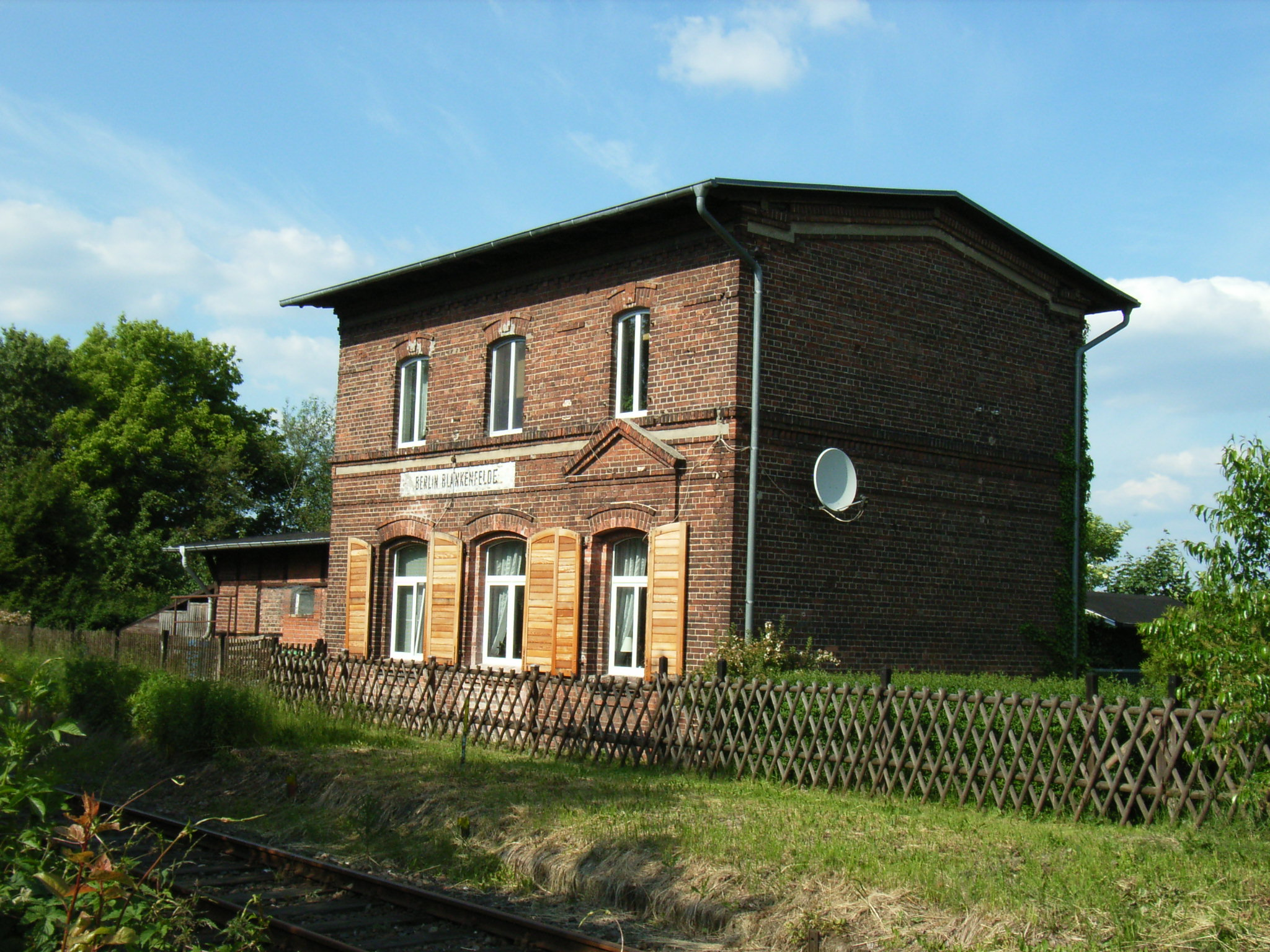
Het voormalige station van Blankenfelde

Vanaf 1901 had Blankenfelde een station met aansluiting op de Heidebrautbahn. Met de bouw van de Berlijnse Muur in 1961 werd de treinverbinding stilgelegd. In 1983 werd het zuidelijke deel van het lijntje definitief gesloten en verloor het dorp zijn aansluiting op de spoorwegen.
Verder zijn er buslijnen die het dorp met de omliggende stadsdelen verbindt. 